# Тирозинемија
Тирозинемија је грешка метаболизма, обично урођена, у којој тело не може ефикасно да разгради аминокиселину тирозин. Симптоми нелечене тирозинемије укључују поремећаје јетре и бубрега. Уколико се тирозинемија не лечи адекватно доћи ће до попуштања јетре.Данас се спроводе скрининг тестови новорођенчади и тако се тирозинемија открива пре него што се појаве први симптоми. Уколико се на време примени дијета са мало протеина, посебна протеинска формула, а понекад и лекови, тирозинемија се може доживотно држати под контролом, тако да се особе нормално развијају и живе здрав и нормалан живот.

## Узрок
Све тирозинемије резултат су дисфункције различитих гена у катаболичком путу аминокиселина фенилаланина и тирозина и наслеђују се аутозомно-рецесивно.
Тирозинемија типа 1 резултат је мутације ФАХ гена, који кодира ензим фумарил-ацетоацетат хидроксилазу. Као резултат недостатка ФАХ гена, супстрат фумарил-ацетоацетат може се акумулирати у проксималним ћелијама бубрежних тубула и хепатоцитима, што резултира оштећењем бубрега и јетре.
Тирозинемија типа 2 резултат је мутације гена ТАТ, који кодира ензим тирозин аминотрансферазу. Као резултат ТАТ недостатка, супстрат се накупља, изазивајући офталмолошке и дерматолошке поремећаје.
Тирозинемија типа 3 резултат је мутације гена ХПД, која кодира ензим 4-хидроксифенилпируват диоксигеназу. Ово је уједно и најређа форма тирозинемије, при чему је забележено само неколико случајева. Већина тих случајева укључује интелектуални дефицит и неуролошку дисфункцију.

## Дијагноза

### Типови
Тирозинемија типа 1 може се открити крвним анализама на присуство метаболита фумарил-ацетоацетата и сукцинилацетона, који се сматра патогномоничним показатељем болести.
Тирозинемија типа 2 може се открити присуством значајно повишеног нивоа тирозина у плазми, а дијагноза се може потврдити откривањем мутације ТАТ гена у културама фибробласта.
Тирозинемија типа 3 може се дијагностиковати откривањем мутације ХПД гена у културама фибробласта.

## Терапија
Терапија зависи од врсте тирозинемије. Дијета са мало протеина у комбинацији са специјалним млечним формулама без тирозина. Лек НТБЦ (инхибитор оксидације парахидросифенил-пирувичне киселине, првог нетоксичног интермедијарног метаболита разградње тирозина) се показао ефикасан. Овај лек спречава стварање веома токсичног сукцинилацетона и даје се у комбинацији са дијетама са мало тирозина и фенилаланина. Трансплантација јетре је индикована код пацијената са тирозинемијом тип 1 и код пацијената који не реагују на терапију леком НТБЦ, као и пацијенти са акутним попуштањем јетре и хематомима.